# Рио-де-Жанейро (штат)
Ри́о-де-Жане́йро (порт. Rio de Janeiro) — штат Федеративной Республики Бразилия. Административный центр — город Рио-де-Жанейро.
Жители штата называют себя «флуминенсе» (порт. fluminense).
Крупнейшие города штата: Рио-де-Жанейро, Нова-Игуасу, Нитерой, Дуки-ди-Кашиас, Сан-Гонсалу.

## История
Начало формированию современного населения положили португальские колонисты в XVI веке. Вскоре, однако, большинство из них смешалось с индейскими и африканскими элементами, за исключением небольшой прослойки плантаторов-рабовладельцев. Чернокожее португалоязычное население преобладало в штате вплоть до середины XIX века, когда вновь начался массовый приток португальцев, а также и других европейцев.
Первыми непортугальцами, прибывшими в штат, стали группы швейцарцев (1818 г.), основавшие город Новый Фрибург, куда в 1823 году прибыли массы немецких поселенцев, осевших также в районе Петрополиса. Финские переселенцы обосновались в Пенеду, где до сих пор существуют финские культурные общества. В конце XIX — начале XX века штат захлестнули волны итальянской, испанской и португальской иммиграции, прибыли значительные группы поляков, немцев, бельгийцев. К середине XX столетия более 3/4 населения имели европейское происхождение.
Улучшение положения в Европе привело к сокращению европейской иммиграции и усилению внутренних миграционных процессов: в штат в поисках лучшей доли потянулись выходцы с севера Бразилии — в основном обнищавшие из-за разорения плантаций мулаты и негры. Массовая стихийная миграция привела к ухудшению криминогенной обстановки в густонаселённом штате.

## Население
Согласно сведениям, собранным в ходе переписи 2010 г. Национальным институтом географии и статистики (IBGE), население штата составляет:
| Полное население                       | Полное население                       | Полное население                       | Полное население                       | 15 989 929 |
| -------------------------------------- | -------------------------------------- | -------------------------------------- | -------------------------------------- | ---------- |
| в том числе:                           | Городское население                    | 15 464 239                             | Процент городского населения, %        | 96,71      |
|                                        | Сельское население                     | 525 690                                | Процент сельского населения, %         | 3,29       |
|                                        | Мужское население                      | 7 625 679                              | Процент мужского населения, %          | 47,69      |
|                                        | Женское население                      | 8 364 250                              | Процент женского населения, %          | 52,31      |
| Плотность населения, чел/км²           | Плотность населения, чел/км²           | Плотность населения, чел/км²           | Плотность населения, чел/км²           | 365,22     |
| Население штата в % к населению страны | Население штата в % к населению страны | Население штата в % к населению страны | Население штата в % к населению страны | 8,38       |

Население штата по переписи 2010 года составляет 15 989 929 человека, особенно значительно оно возросло в последние 50 лет.
56 % имеют европейское происхождение, 33 % — смешанные, 11 % — африканского происхождения 0,3 % — азиаты, 0,2 % — бразильские индейцы (2009). Основной и практически единственный язык общения в штате — португальский.

## Административное устройство
Административно штат разделён на 6 мезорегионов и 18 микрорегионов. В штате 92 муниципалитета.